# Limusina presidencial (Rusia)
La limusina presidencial rusa es el automóvil presidencial de uso oficial para el presidente de Rusia.
La limusina presidencial actual es un Aurus Senat, que reemplazó a un Mercedes-Benz S 600 Guard Pullman. El automóvil está equipado con muchas medidas de defensa y de seguridad, ya que está construido según los estándares del Servicio de Protección Federal.
El Aurus Senat fue desarrollado en Rusia por NAMI como parte del proyecto "Kortezh". El Senat se presentó públicamente por primera vez en la Cuarta toma de posesión de Vladímir Putin en 2018.

## Historia
En la Unión Soviética, el Secretario General del Partido Comunista se trasladaba en un ZIL-41052 manufacturado por los soviéticos, escoltado por Chaikas. Dos limusinas ZIL todavía se mantienen en el garaje del Kremlin y ocasionalmente se utilizan en los desfiles militares del Día de la Victoria.
El primer automóvil extranjero utilizado por un presidente ruso fue un W140 Mercedes-Benz S-Class comprada para Boris Yeltsin. Esta fue reemplazado por un Mercedes-Benz W220, luego por un W221. Las limusinas utilizadas por los presidentes Yeltsin y Medvédev fueron estiradas y blindadas por la firma belga Carat Duchatelet; para la toma de posesión del presidente Medvédev se encargó una limusina Carat Duchatelet especial con techo elevado. El automóvil anterior del presidente Putin era un S600 Pullman Guard producido por Mercedes-Benz.

## Modelo actual
El actual automóvil presidencial ruso es a prueba de balas, tiene neumáticos de caucho macizo y lleva una variedad de equipos de comunicaciones.
En las visitas de estado, el automóvil estatal es transportado por un avión de transporte Ilyushin Il-76 hacia el lugar de destino.
La caravana presidencial suele estar escoltada por motocicletas Ural o BMW; y vehículos de apoyo Mercedes Clase G, Mercedes Clase E, Clase S, BMW Serie 5, Volkswagen Caravelle y / o Chevrolet.
Los servicios de transporte nacional para el presidente ruso los presta el Garaje para fines especiales (SPG). El SPG es una unidad dentro del Servicio de Protección Federal.